# 1987년 지중해 게임
1987년 지중해 게임(아랍어: ألعاب البحر الأبيض المتوسط 1987)은 제10회 지중해 게임으로 1987년 9월 11일부터 25일까지 시리아 라타키아에서 열렸다. 18개국 1996명의 선수가 참가했으며 18개 종목이 진행되었다. 
이탈리아가 가장 많은 금메달과 메달을 획득하면서 종합 메달 순위 1위에 올랐다.

## 종목
- 농구
- 다이빙
- 레슬링
- 배구
- 복싱
- 사격
- 사이클
- 수구
- 수영
- 역도
- 유도
- 육상
- 체조
- 축구
- 탁구
- 테니스
- 펜싱
- 핸드볼

## 참가국
제10회 지중해 게임에는 총 18개 국가가 참가했다. 산마리노와 알바니아가 처음으로 선수단을 파견했다.
- 그리스 (213)
- 레바논 (135)
- [[파일:{{{국기그림-1977}}}|22x20px|border |alt=리비아의 기]] 리비아 (21)
- 모나코 (5)
- 모로코 (88)
- 몰타 (8)
- 산마리노 (30)
- 스페인 (194)
- 시리아 (277) (개최국)
- 알바니아 (33)
- 알제리 (69)
- 유고슬라비아 (95)
- 이탈리아 (263)
- 이집트 (61)
- 키프로스 (54)
- 튀니지 (47)
- 튀르키예 (190)
- 프랑스 (212)

## 메달 집계
개최국
| 순위 | 국가         | 금메달 | 은메달 | 동메달 | 합계 |
| ---- | ------------ | ------ | ------ | ------ | ---- |
| 1    | 이탈리아     | 69     | 45     | 38     | 152  |
| 2    | 유고슬라비아 | 17     | 19     | 17     | 53   |
| 3    | 프랑스       | 16     | 30     | 22     | 68   |
| 4    | 스페인       | 15     | 21     | 33     | 69   |
| 5    | 모로코       | 9      | 8      | 3      | 20   |
| 6    | 시리아       | 9      | 6      | 12     | 27   |
| 7    | 튀르키예     | 8      | 9      | 22     | 39   |
| 8    | 그리스       | 7      | 14     | 16     | 37   |
| 9    | 알제리       | 5      | 3      | 4      | 12   |
| 10   | 이집트       | 4      | 4      | 6      | 14   |
| 11   | 알바니아     | 3      | 1      | 4      | 8    |
| 12   | 튀니지       | 2      | 4      | 5      | 11   |
| 13   | 키프로스     | 2      | 0      | 0      | 2    |
| 14   | 레바논       | 0      | 1      | 0      | 1    |
| 14   | 산마리노     | 0      | 1      | 0      | 1    |
| 합계 | 합계         | 166    | 166    | 182    | 514  |